# Mleczarstwo

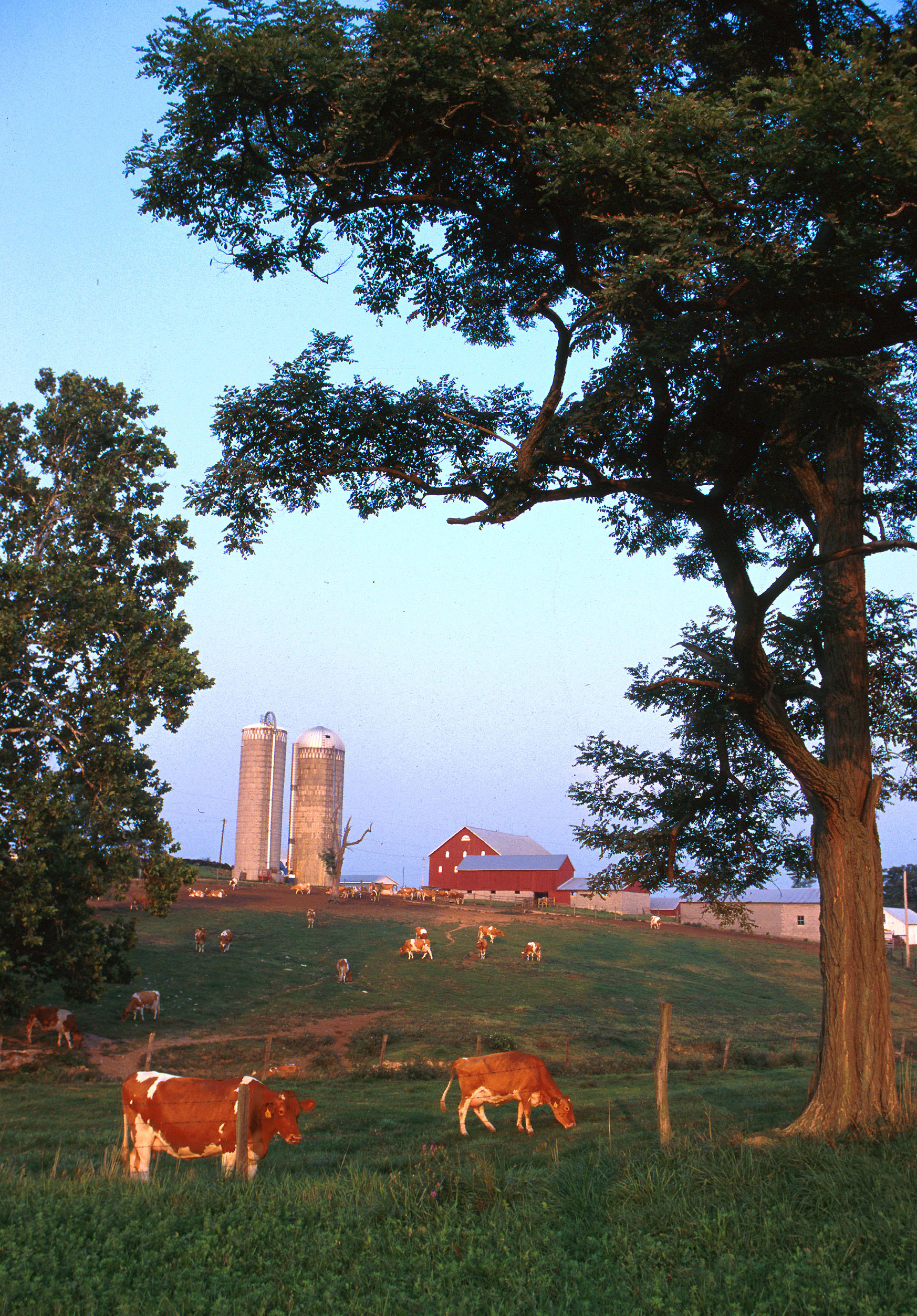
Farma mleczna

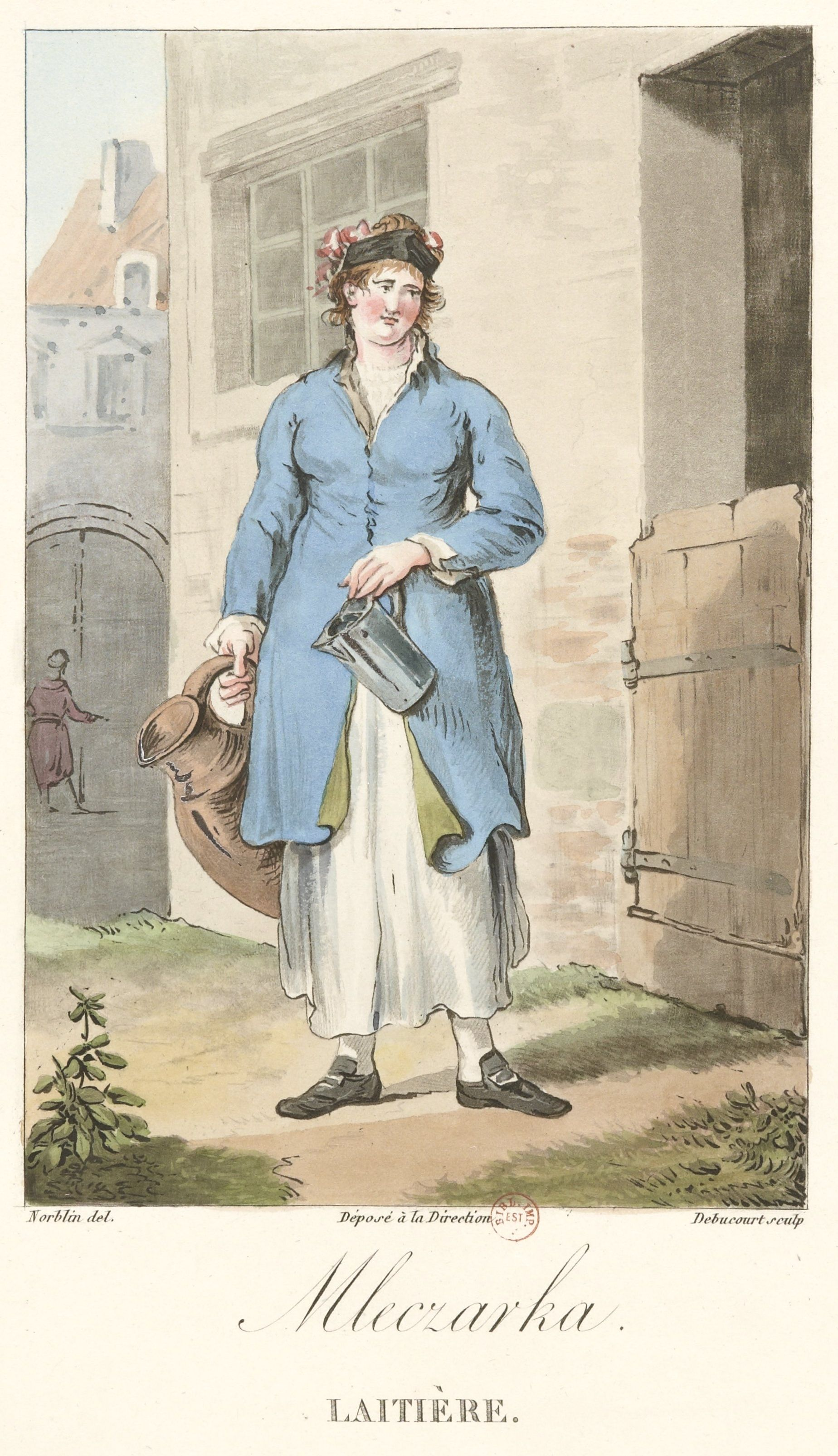
Mleczarka, Jan Piotr Norblin, 1817

Mleczarstwo – dział gospodarki związany z produkcją mleka, jego skupem, magazynowaniem, przerobem i dystrybucją.
W skład branży mlecznej wchodzą:
- producenci mleka,
- przetwórcy mleka,
- producenci pasz i nawozów,
- laboratoria,
- producenci/dystrybutorzy dodatków,
- producenci półproduktów,
- producenci maszyn i urządzeń,
- dystrybutorzy,
- producenci środków higieny,
- usługodawcy z zakresu badań i rozwoju
- oraz inne przedsiębiorstwa i instytucje uczestniczące w łańcuchu funkcjonowania mleczarni[1].

Do produktów mleczarskich zalicza się:
- mleko konsumpcyjne
- mleko w proszku
  - mleko odtłuszczone
  - mleko pełne
- mleko zagęszczone
- masło
- maślanka
- śmietana
- śmietanka
- mleczne napoje fermentowane
  - jogurt
  - kefir
  - kumys
  - serwatka
  - zsiadłe mleko
- sery

Od 1901 istnieje Międzynarodowa Federacja Mleczarska, do której należy także Polska.
Największą w Polsce organizacją branży mleczarskiej, utworzoną z inicjatywy spółdzielni i zakładów mleczarskich oraz firm współpracujących z mleczarstwem jest Polska Izba Mleka.